# Ting Jellinge Sogn
Ting Jellinge Sogn er et sogn i Næstved Provsti (Roskilde Stift).
I 1800-tallet var Ting Jellinge Sogn anneks til Hårslev Sogn. Begge sogne hørte til Vester Flakkebjerg Herred i Sorø Amt. Hårslev-Ting Jellinge sognekommune blev ved kommunalreformen i 1970 indlemmet i Fuglebjerg Kommune, der ved strukturreformen i 2007 indgik i Næstved Kommune.
I Ting Jellinge Sogn ligger Ting Jellinge Kirke.
I sognet findes følgende autoriserede stednavne:
- Ting Jellinge (bebyggelse, ejerlav)
- Ting Jellinge Enghave (bebyggelse)
- Vådager (bebyggelse)